# NGC 26

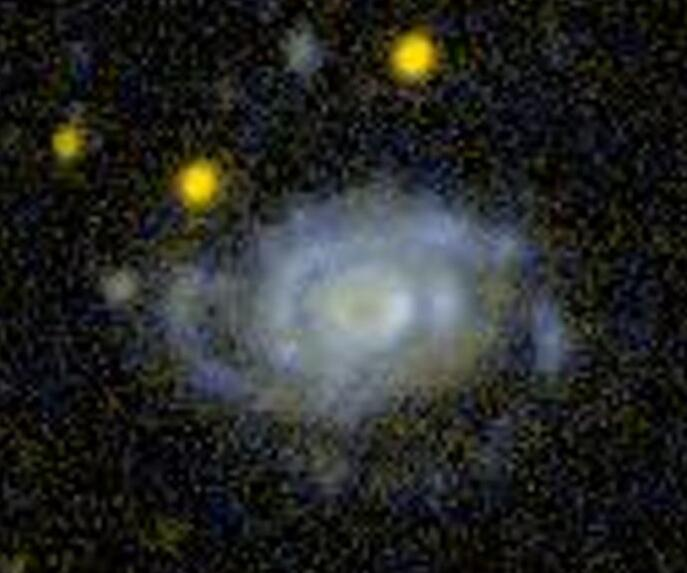
NGC 26 GALEX (紫外線)

NGC 26はペガスス座の方角にある渦巻銀河である。1865年9月14日にハインリヒ・ダレストによって発見された。

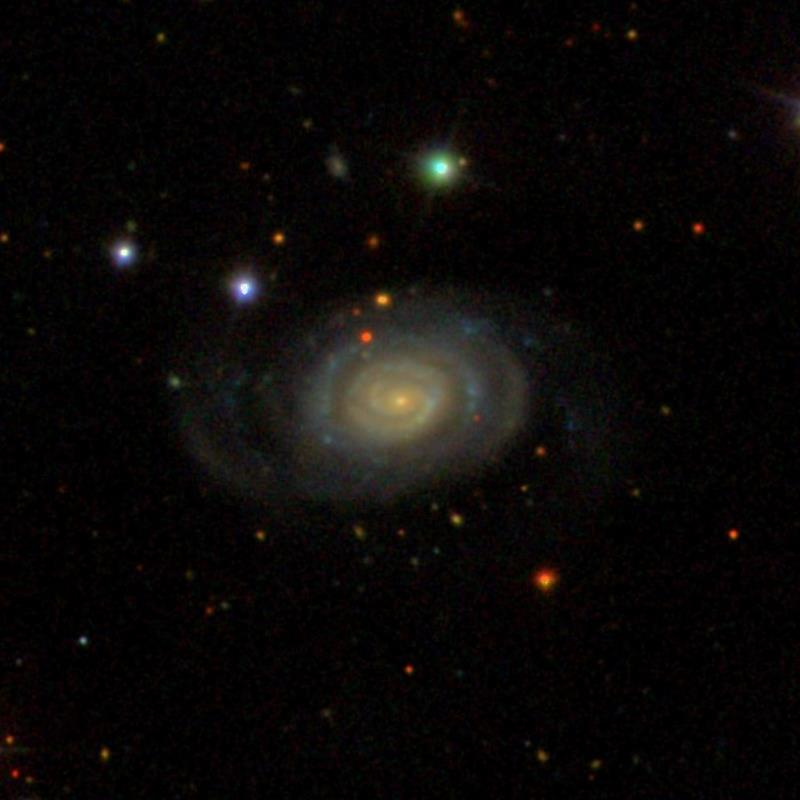
SDSSによるNGC 26の画像。